# 克里斯汀·戈特弗里德·埃倫伯格
克里斯蒂安·戈特弗里德·埃倫伯格（德語：Christian Gottfried Ehrenberg，1795年4月19日—1876年6月27日），生於德國代利奇，著名博物學家、動物學家、比較解剖學家、地理學家、微生物學家。他是當代最多產的自然科學家之一，細菌即是由他命名的。

## 生平
埃伦伯格在莱比锡附近的代利奇出生，是一名法官的儿子。他最早在莱比锡大学研讀神學，後來到柏林研讀醫學與自然科學，并成为了探險家亚历山大·冯·洪堡的好友。1818年，他完成了关于真菌的博士论文 Sylvae mycologicae Berolinenses。

## 所命名的分類
（列表可能不完整）
- 53个克里斯汀·戈特弗里德·埃倫伯格命名的生物分类

1. ↑  . International Plant Names Index.